# Desmognathus ochrophaeus
Espèce
Statut de conservation UICN

 LC  : Préoccupation mineure
Desmognathus ochrophaeus est une espèce d'urodèles de la famille des Plethodontidae.

## Répartition
Cette espèce se rencontre au Canada au Sud du Québec et aux États-Unis dans l'État de New York, dans l'est de l'Ohio, en Pennsylvanie, dans l'ouest du Maryland, dans l'ouest de la Virginie-Occidentale, dans l'Ouest de la Virginie, dans l'est du Kentucky et dans le nord-est du Tennessee.

## Publication originale
- Cope, 1859 : On the primary divisions of the Salamandridae, with descriptions of two new species. Proceedings of the Academy of Natural Sciences of Philadelphia, vol. 11, p. 122-128 (texte intégral).